# ويليام كلارك (سياسي)
ويليام كلارك هو طبيب وسياسي كندي، ولد في 1813، وتوفي في 1887. انتخب Member of the Legislative Assembly of the Province of Canada ‏ (1854 – 1857) وانتخب Member of the Legislative Assembly of the Province of Canada ‏ (1864 – 1867).